# Anna-Marie Keighley
Anna-Marie Keighley (Taranaki, Nueva Zelanda - 30 de junio de 1982) es una árbitra de fútbol neozelandesa internacional desde 2010.

## Carrera

### Participaciones
Ha arbitrado en los siguientes torneos:
- Copa Mundial Femenina de Fútbol Sub-17 de 2014
- Copa Mundial Femenina de Fútbol de 2015
- Juegos Olímpicos 2016
- Copa Mundial Femenina de Fútbol Sub-20 de 2018
- Copa Mundial Femenina de Fútbol de 2019
- Copa Mundial Femenina de Fútbol Sub-20 de 2022
- Copa Mundial Femenina de Fútbol de 2023